# NGC 6038
NGC 6038 este o liner situată în constelația Coroana Boreală. A fost descoperită în 17 martie 1787 de către William Herschel. Se află la o distanță de 128,23 de megaparseci de Pământ.